# Jugoslovanska radikalna zajednica
Jugoslovanska radikalna zajednica (kratica JRZ) je bila jugoslovanska državna politična stranka v drugi polovici tridesetih let 20. stoletja. Nekdanja SLS je v podobi slovenskega dela JRZ v Dravski banovini ponovno prevzela oblast.

## Pred ustanovitvijo stranke
Po atentatu na kralja Aleksandra I. Karađorđevića 9. oktobra 1934 v Marseillu je zaradi mladoletnosti prestolonaslednika Petra II. Karađorđevića regentstvo prevzel knez Pavle, ki se je odločil, da septembrske ustave iz leta 1931 ne bo spreminjal. Vendar knez namestnik tudi ni želel naprej sodelovati z vodstvom nepriljubljene Jugoslovanske nacionalne stranke. Vrsto dotedanjih represivnih in neuspešnih vlad po razglasitvi šestojanuarske diktature leta 1929 se je odločil zamenjati z novim človekom. Tako je decembra 1934 padla Uzunovićeva vlada in mandat za sestavo vlade je prejel dotedanji zunanji minister Bogoljub Jevtić, ki pa v vlado ni sprejel znanih politikov iz vodstva kompromitirane JNS, s čimer jih je odrinil od oblasti. Da bi kraljevo namestništvo zagotovilo politiki Jevtićeve vlade širšo politično podporo in legitimnost, je za 5. maj 1935 razpisalo nove skupščinske volitve. Pričakovalo se je namreč, da bo vladina državna volilna lista (nosilec Jevtić) v političnih razmerah v okviru septembrske ustave na teh volitvah lahko prepričljivo zmagala. Na volitvah pa se je proti pričakovanjem kot konkurent pojavila državna volilna lista t. i. Združene opozicije z nosilcem Vladkom Mačkom. Volilna zmaga Jevtićeve liste je bila neprepričljiva in pokazalo se je, da politično razpoloženje v državi ni bilo v prid Jevtićevi vladi. Jevtić se je sploh pokazal neprimernega za uspešen spopad s temeljnimi problemi v državi in je mdr. hrvaško vprašanje zaostril do skrajnosti. Zato so se po petomajskih volitvah v krogu kneza Pavleta odločili za Jevtićevo odstranitev.
23. junija 1935 je knez namestnik mandat zaupal Milanu Stojadinoviću. Hrbtenico nove vladajoče kombinacije so sestavljali Stojadinovićevi radikali ter nekdanji SLS in JMO. V sestavi vlade je bilo tudi nekaj Hrvatov, a ne predstavnikov nekdanje HKS. To je bila pravzaprav ena glavnih nalog Stojadinovićeve vlade: doseči kompromis z vodstvom bivše HKS in razširiti vladajočo garnituro z njenimi prvaki. Politična skupina, oblikovana iz teh štirih konservativnih in ljudskih strank, bi namreč zastopala veliko večino Jugoslovanov in bi lahko trajno opravljala državne posle. S tem bi bila rešena notranjepolitična kriza, ki jo je povzročalo hrvaško vprašanje. Nova vlada je bila v državi pozitivno sprejeta: obstajalo je splošno prepričanje, da so jo imenovali v znamenju pomiritve duhov. Stojadinovićeva vlada je tudi lahko sodelovala z novo narodno skupščino, izvoljeno na petomajskih volitvah, saj si večina poslancev, izvoljenih na Jevtićevi listi, ni želela novih volitev, ker se je dobro zavedala, kako je prišla do materialnih in drugih privilegijev, ki jih je prinašalo poslansko mesto.

## Ustanovitev stranke
Sestavitev Stojadinovićeve vlade in ustanovitev Jugoslovanske radikalne zajednice sta dva neposredno povezana zgodovinska dogodka. Po neuspehu z JNS je bilo povezovanje treh starih nacionalnih političnih strank naslednji poskus v smeri notranjepolitične stabilizacije kraljevine. Že leta 1933 so SLS, JMO in glavni odbor NRS sestavljali v okviru tabora predšestojanuarskih strank, katerih vodstva so bila do režima kraljeve diktature v opoziciji, posebno skupino: njihova vodstva so bila namreč, za razliko od vodstev ostalih predšestojanuarskih strank, pripravljena – ob določenih ukrepih za ublažitev režima kraljeve diktature – podpreti oktroirano ustavo. Tako so se te tri politične skupine že od leta 1933 medsebojno postopoma približevale, in sicer z mislijo na skupno prevzetje vlade brez spremembe ustave; to pa je vključevalo tudi soglasje o združevanju teh treh političnih skupin v eno politično stranko, ker oktroirana ustava ni dovoljevala obstoja plemenskih, verskih ali regionalnih strank v državi. Kralj se je zavedal neuspeha svojega režima, zato je oktobra 1933 spet navezal stike z Antonom Korošcem, konfiniranim na Hvaru, in sicer s posredovanjem dr. Engelberta Besednjaka. Takrat se je pravzaprav začelo snovanje nove vsedržavne stranke. Vzporedno s to t. i. Korošec-Besednjakovo akcijo, pri kateri sta sodelovala še dr. Andrej Gosar in Stanko Šverljuga, so februarja 1934 tudi radikali okrog glavnega odbora NRS s kraljevo podporo začeli s pobudo za novo koalicijo starih političnih strank. Milan Stojadinović sprva pri teh pogajanjih še ni aktivneje sodeloval. Vanje se je verjetno vključil spomladi 1934 kot posrednik med glavnim odborom radikalov in takratnim predsednikom vlade Nikolo Uzunovićem. V tej vlogi je Stojadinović potem na kraljevo pobudo prevzel tudi pogajanja s Korošcem o oblikovanju nove vsedržavne stranke.
Ena od nalog Stojadinovićeve vlade je bila tudi čimprejšnje oblikovanje nove politične stranke iz političnih skupin, na katere se je ta naslanjala. Ime stranke je bilo izbrano že pred padcem Jevtićeve vlade: beseda radikalna je predstavljala Narodno radikalno stranko, beseda Jugoslovanska ji je dajala obče državni značaj, beseda zajednica pa je označevala notranjo avtonomijo treh glavnih političnih skupin, ki so jo sestavljale. Knez Pavle je podprl idejo ustanovitve nove stranke in na začetku avgusta 1935 sta bila program in statut JRZ že dokončana. Pred prijavo stranke oblastem so si njeni snovalci sklenili pridobiti še soglasje širšega kroga prvakov vseh treh političnih strank. 15. oktobra 1935 je potem vodstvo JRZ podalo notranjemu ministru Korošcu prijavo za dokončno odobritev delovanja JRZ, 17. oktobra pa je minister Korošec izdal odlok o dovolitvi strankinega delovanja. Nova stranka je bila tako dokončno legalizirana.
V državni in notranjepolitični ureditvi je strankin program v celoti sprejel oktroirano ustavo. V skladu z usmerjenostjo k demokratizaciji političnega življenja se je program opredeljeval za ustavno in parlamentarno ureditev, splošno, enako, neposredno in tajno volilno pravico, svobodo tiska, zborovanja, dogovarjanja in združevanja ter osebno in premoženjsko varnost. Gospodarski in socialni del programa sta se zavzemala za koristi najštevilnejšega sloja prebivalstva, kmetstvo in delavstvo. Na vojaškem področju se je program zavzemal za krepitev obrambne sposobnosti države, v zunanji politiki pa je podpiral ohranitev miru in prijateljskih odnosov s sosednjimi in drugimi državami. JRZ je slonela na načelu verske strpnosti in svetovnonazorsko ni bila opredeljena. Po svojem statutu je nova stranka imela sedež v Beogradu. JRZ je sama sebe razumela kot stranko politične sredine.
Ustanovni državni kongres Jugoslovanske radikalne zajednice so izvedli 1. in 2. junija 1936 v Beogradu in je bil dobro organiziran. Na njem so za predsednika glavnega odbora JRZ izvolili Milana Stojadinovića, za prvega podpredsednika Antona Korošca, za drugega podpredsednika pa Mehmeda Spaha. S tem so pravzaprav samo potrdili funkcije, ki so jih ti že imeli v začasnem vodstvu JRZ.
JRZ v resnici nikoli ni presegla svoje trojnosti, se izoblikovala v resnično enotno politično organizacijo. Od svojega začetka pa vse do konca je bila prej bolj ali manj ohlapna koalicija kot pa monolitna politična stranka. JRZ je kot politična tvorba lahko nastala in obstajala zgolj v posebnih političnih razmerah v tridesetih letih v Kraljevini Jugoslaviji.

## Vladna stranka
22. marca 1936 je JRZ v Beogradu ustanovila nov režimski sindikat Jugoslovenski radnički savez (JUGORAS). To je bilo pomembno predvsem za preostalo Jugoslavijo, kajti v Dravski banovini je vlogo režimskega sindikata v tem času že opravljala Zveza združenih delavcev (ZZD). Z ustanovitvijo JRZ je nastopila tudi potreba, da se podmladek nove stranke v vsej državi organizira v enotni mladinski organizaciji. 24. oktobra 1937 so tako v Beogradu izpeljali ustanovni kongres Mladine JRZ. Za predsednika glavnega odbora MJRZ so izvolili dr. Bojana Pirca iz Ljubljane.
Na rednih občinskih volitvah leta 1936 v Jugoslaviji je JRZ zmagala v vseh banovinah razen v Savski in v Primorski, kjer je zmaga pripadla nekdanji HKS.
Ob skupščinskih volitvah decembra 1938 je bilo v državi manj pritiskov oblasti na volivce in manj ponarejanja volilnih izidov kot ob petomajskih volitvah 1935. Notranji minister Korošec je namreč ob teh volitvah zastopal stališče, da morajo te skupščinske volitve pokazati resnično voljo državljanov. Stojadinovićeva vladina kandidatna lista je potem v razmerju do Mačkove liste prejela še manj volilnih glasov od Jevtićeve leta 1935. Stojadinovića je ta volilni rezultat neprijetno presenetil, zato je izsilil Koroščev odstop s položaja notranjega ministra.
Glede na politične razmere v državi, še posebno na hrvaškem področju, in glede na vse bolj zapletene mednarodne razmere je pri knezu Pavletu dozorelo prepričanje, da je treba z vodstvom hrvaške opozicije čim prej skleniti kompromis. Tudi Stojadinović se je odločil iti na skupščinske volitve leta 1938 zato, ker bi morala morebitni sporazum s Hrvati skleniti vlada z jasno večino. Toda Stojadinović pred skupščinskimi volitvami ni bil več videti kot primerna oseba za sklenitev sporazuma, izid volitev in njegovo ravnanje po njih pa ga je naredilo še manj primernega. 4. februarja 1939 je potem Stojadinovićeva vlada padla in 5. februarja je mandat za sestavo vlade prejel Dragiša Cvetković. Marca 1939 sta nova narodna skupščina in senat izglasovala proračun za leto 1939/40, potem pa se narodni poslanci v Kraljevini Jugoslaviji niso nikoli več sestali na zasedanju. 26. avgusta 1939, ko so sprejeli t. i. sporazum Cvetković-Maček, so namreč ustregli tudi Mačkovi zahtevi po razpustu tedanje narodne skupščine. S sporazumom Cvetković-Maček, na podlagi katerega je bila ustanovljena Banovina Hrvaška, so se notranjepolitične razmere v Kraljevini Jugoslaviji pomembno spremenile.
Politična stranka Jugoslovanska radikalna zajednica je z nastopom okupacije aprila 1941 prenehala obstajati.

## Slovenski del Jugoslovanske radikalne zajednice
Odločitev slovenskega katoliškega političnega tabora za vstop v Stojadinovićevo vlado in v novo politično stranko JRZ je bila izključno  utilitaristična oziroma pragmatična odločitev. S sodelovanjem v vladi in vladni stranki JRZ si je pravzaprav Slovenska ljudska stranka ponovno povrnila oblast v Dravski banovini, potem ko so jo po nastopu kraljeve diktature prepovedali. V drugi polovici tridesetih let je tako slovenski katoliški politični tabor kot slovenski del JRZ v Dravski banovini živel svoje avtonomno politično življenje in ob tem imel tudi vse ugodnosti, ki so izhajale iz njegovega sodelovanja v beograjski vladi.
Čeprav so bile nekdanje politične stranke po zakonu prepovedane, so v resnici tudi v dobi diktature prikrito naprej živele svoje politično življenje. Dr. Anton Korošec je po smrti kralja Aleksandra od ostalega vodstva nekdanje SLS dobil proste roke, da ukrene v novih političnih razmerah, kar se mu je zdelo primerno. Korošec je bil med najaktivnejšimi Stojadinovićevimi sodelavci pri pripravi nove vladne kombinacije, ki je potem junija 1935 zamenjala Jevtićevo vlado. Prvaki nekdanje SLS so se tudi zavedali, da sodelovanje v novi državni stranki še ni pomenilo uresničenja njihovega političnega programa, tj. zahteve po samoupravi Slovenije. Korošec je s sodelovanjem v JRZ zasledoval predvsem naslednje tri cilje: hotel je popraviti škodo, ki so jo Slovencem prizadejale vlade, ki jim niso bile naklonjene; želel je doseči sporazum s Hrvati; upal je, da bo JRZ pomagala ustvariti razmere, v katerih bo sčasoma možna ustavna preureditev države v smeri večje samouprave Slovenije.
Z nastopom Stojadinovićeve vlade se je tako katoliški politični tabor na Slovenskem ponovno okrepil. Z oblasti so začeli odstranjevati prvake konkurenčnih političnih skupin, kot so bili liberalci dr. Alberta Kramerja, kmetijci Ivana Puclja in druge manjše skupine, ki so vse skupaj imele manj vpliva, kot ga je imela SLS, in ki so sodelovale z režimom kraljeve diktature in njenim podaljškom za časa Jevtićeve vlade. Spremembe na
vodilnih mestih javne uprave v Sloveniji so si hitro sledile. Ban Dravske banovine je postal odvetnik dr. Marko Natlačen, podban dr. Stanko Majcen, poštni ravnatelj dr. Anton Vagaja, predsednik apelacijskega sodišča v Ljubljani dr. Vladimir Golia. Veliko sprememb je bilo med okrajnimi načelniki, slovenska samoupravna mesta pa so dobila nove župane, imenovan je bil novi banski svet. 14. avgusta 1935 je v Ljubljani potekala konferenca, na kateri so najpomembnejši prvaki nekdanje SLS podpisali prijavo za pristop k JRZ. Koroščevi privrženci so se disciplinirano in hitro vključevali v JRZ. Organizacijska mreža na novo ustanovljenih krajevnih in okrajnih odborov JRZ se je naslonila na mrežo nekdanje SLS. Banovinski odbor JRZ pa je imel svojo ustanovno sejo že 24. novembra 1935 v Ljubljani, kar je bila sploh prva banovinska seja JRZ v državi. Organizacija JRZ v Dravski banovini je bila tako jeseni 1935 že dokončana.
Znotraj katoliškega političnega tabora je vstop v JRZ zavrnilo le vodstvo krščansko-socialistične Jugoslovanske strokovne zveze (JSZ), ki se je v prvi polovici tridesetih let politično osamosvojilo od nekdanje SLS. Vstop v JRZ je zavrnila tudi manjša politična skupina nekdanje SLS, ki sta jo vodila dr. Anton Brecelj in dr. Ivan Stanovnik; ta se je pozneje kot t. i. stara SLS pridružila opoziciji.
Nekdanja SLS je tako v podobi slovenskega dela JRZ v Dravski banovini ponovno prevzela oblast. Ob tem si je slovenski del JRZ prizadeval okrepiti tudi svoje pomožne organizacije. Mednje so spadali sindikat Zveza združenih delavcev (ZZD), mladinska organizacija Mladina JRZ (MJRZ) in kmečka stanovska organizacija Kmečka zveza (KZ).
Na podlagi volilnih izidov številnih občinskih volitev v obdobju od decembra 1935 do avgusta 1938 je v občinskih upravah Dravske banovine v veliki večini prevladal
slovenski del JRZ. Na skupščinskih volitvah decembra 1938 pa je Stojadinovićeva lista prav v Dravski banovini prejela največji delež glasov, in sicer 78,64 % od vseh oddanih glasov. Glede na to, da je šlo pri slovenskem delu JRZ za slovenski katoliški politični tabor, je bil to tudi največji delež glasov, ki ga je prejel ta politični tabor na katerih koli skupščinskih volitvah na Slovenskem med obema svetovnima vojnama.